# 淑恭宮主
淑恭宮主金氏，朝鮮太宗的後宮嬪妃，外祖父是判右軍都摠制府事權維，父親是知敦寧府事金漸（？－1457），母親是安東權氏。 
於太宗十一年正式冊封為淑恭宮主。 
金氏在太宗讓位之後原本仍留在宮中陪伴太宗，後因其父金漸犯罪而被太宗下令出宮回到私宅，後來雖有大臣上奏讓她回到宮內，但太宗表示「這是要讓我窩藏罪犯？！」一口回絕大臣的建議，之後，金氏便出家為尼。

## 关系
| 称谓   | 姓名            | 备注                                   |
| ------ | --------------- | -------------------------------------- |
| 丈夫   | 李芳远 朝鲜太宗 | 朝鲜王朝第三代国王，与丈夫无子女。     |
| 外祖父 | 权维            | 判右军都摠制府事。                     |
| 父亲   | 金渐            | 知敦宁府事（？－1457），因犯罪被处决。 |
| 母亲   | 安东权氏        |                                        |

## 附註
1. ↑  .   [2012-04-15]. （原始内容存档于2019-08-26）.
2. ↑  .   [2012-04-15]. （原始内容存档于2019-08-27）.
3. ↑  .   [2012-04-15]. （原始内容存档于2019-08-20）.
4. ↑  .   [2014-02-23]. （原始内容存档于2019-08-26）.